# Edmond Jabès

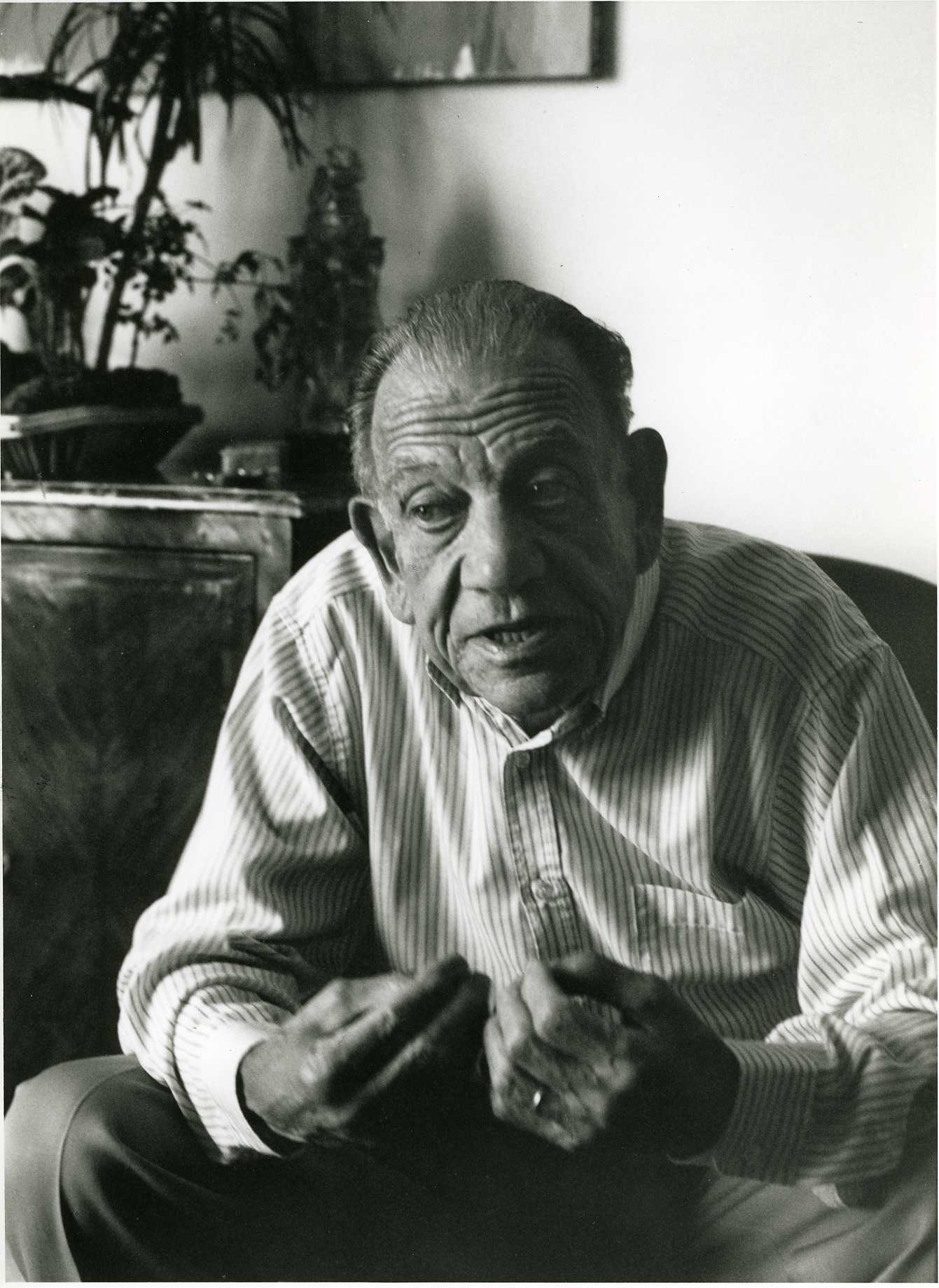
Edmond Jabès

Edmond Jabès (* 14. April 1912 in Kairo; † 2. Januar 1991 in Paris) war ein französischer Schriftsteller und Dichter.

## Leben
Jabès wurde 1912 in ein wohlhabendes, frankophones und jüdisches Elternhaus in Kairo geboren. In den dreißiger Jahren studierte er in Paris und kehrte dann wieder in seine Heimat zurück. Obwohl weder er noch seine Eltern praktizierende Juden waren, musste Jabès 1956, als während der Sueskrise die Lebensbedingungen für Juden in Ägypten immer schlechter wurden, nach Frankreich auswandern. 1967 nahm er die französische Staatsbürgerschaft an.
Jabès veröffentlichte in den vierziger und fünfziger Jahren mehrere Gedichtbände. Sein Stil war in dieser Zeit sehr beeinflusst von seinem Freund und Vorbild Max Jacob, mit dem er zwischen 1935 und 1940 einen regen Briefwechsel führte. Noch in Ägypten verfasste er auch Theaterstücke. Ein größerer Erfolg blieb jedoch aus, in Frankreich wurde er so gut wie gar nicht wahrgenommen.
Der Verlust der Heimat bedeutete für seine Arbeit einen tiefgreifenden Einschnitt. Er begann, sich und seine Situation in den alten jüdischen Schriften zu suchen und wiederzufinden. In der Folge studierte er den Talmud, die Kabbala und Torakommentare.
Jabès blieb zunächst in der Pariser Literaturszene unbekannt, obwohl seine schon zuvor veröffentlichten Gedichtbände gesammelt unter dem Titel „Je bâtis ma demeure“ (Paris 1959) erschienen. Erst sein Buch „Le livre des questions“ (1963), das er zum Großteil in der Métro auf dem Weg von und zur Arbeit schrieb und das die Frucht seiner Beschäftigung mit den religiösen Schriften darstellt, machte ihn bekannt.
Das „Buch der Fragen“, das zu einer Heptalogie anwuchs, stellte eine Neuheit in der Art zu schreiben dar. Es handelt sich nicht um einen zusammenhängenden Text, es gibt keinen Handlungsstrang und keine Zeit der Handlung. Jabès selbst nannte diese Form der Literatur „récit éclaté“, eine aus Bruchstücken bestehende Erzählung.
Das Grundgerüst bildet die Geschichte eines jüdischen Liebespaares, Yukel und Sarah, die während des Holocaust deportiert werden. Der Inhalt wird jedoch nicht als Erzählung wiedergegeben, sondern nimmt die Form von Bruchstücken aus Yukels und Sarahs Tagebüchern, Diskussionen zwischen Rabbis, toten wie lebenden, gedichtartigen Passagen usw. an, sodass sich mit der Zeit eine immer komplexer werdende Collage aus Fragmenten bildet. Jabès steigerte diese Komplexität durch eine weitere Dimension, indem er in seinem Buch wiederum Bücher entstehen lässt.
Jabès stand zwar während seiner Pariser Zeit Mitgliedern der Surrealisten nahe (die seinen ehemaligen Freund Jacob aufgrund der Bedeutung, die er der Religion beimaß, verschmähten), doch weigerte er sich, dieser oder irgendeiner anderen Gruppierung beizutreten. Nach seiner Auffassung sollten die Gefahren, die ein Schriftsteller auf sich nimmt, von ihm allein getragen werden, da sonst ein wichtiger Aspekt des Schreibens – das Risiko – verloren gehe.
Der italienische Komponist Luigi Nono widmete 1987 Jabès die Komposition „Découvrir la subversion“. „Nono hat das Werk nicht in schriftlicher Form fixiert, so dass keine weiteren Aufführungen möglich sind“ (Jürg Stenzl). Das Verhältnis zwischen Nono, Jabès und dem Philosophen Massimo Cacciari dokumentiert die Publikation „Migranten“.
Jabès erhielt 1970 oder 1972 den Prix des Critiques für sein Werk Elya von 1969 und wurde 1987 mit dem Grand prix national de la poésie ausgezeichnet.

## Schriften auf Deutsch
- Das Buch der Fragen. Suhrkamp, Frankfurt 1989 ISBN 3-518-01848-5 (Erstausgabe 1963)
- Das Gedächtnis und die Hand. Arbeiten auf Papier, Bilder von Elisabeth Masé, Hg. Felix Philipp Ingold. Kleinheinrich, Münster 1991 ISBN 3-926608-76-5
- Das kleine unverdächtige Buch der Subversion. Übers. Felix Philipp Ingold. Hanser, München 1985 ISBN 3-446-20956-5
- Der vorbestimmte Weg. Übers. Monika Rauschenbacher. Merve Verlag, Berlin 1993 ISBN 3-88396-126-4
- Die Schrift der Wüste. Übers. Felix Philipp Ingold. Merve, Berlin 1989 ISBN 3-88396-070-5
- Ein Fremder mit einem kleinen Buch unter dem Arm. Hanser, München 1993 ISBN 3-446-23435-7
- Es nimmt seinen Lauf. Suhrkamp, Frankfurt 1981 ISBN 3-518-01766-7
- Verlangen nach einem Beginn, Entsetzen vor einem einzigen Ende. Übers. Felix Philipp Ingold. Legueil, Stuttgart 1992 ISBN 3-9802323-7-9
- Vom Buch zum Buch. Ausgewählte Werke. Übers. Felix Philipp Ingold. Hanser, München 1989 ISBN 3-446-14932-5

## Notizen
1. ↑  Eintrag zu Edmond Jabès in Fichier des personnes décédées (französisch).
2. ↑  Wolfgang Matz: Annäherungen an Edmond Jabes, einen der bedeutendsten Dichter französischer Sprache. Mit fremdem Blick. In: Die Zeit. Nr. 49, 1994 (zeit.de).
3. ↑  Übersetzer Nils Röller, Merve, Berlin 1995, ISBN 3-88396-126-4.

| Personendaten    | Personendaten                            |
| ---------------- | ---------------------------------------- |
| NAME             | Jabès, Edmond                            |
| ALTERNATIVNAMEN  | Jabes, Edmond                            |
| KURZBESCHREIBUNG | französischer Schriftsteller und Dichter |
| GEBURTSDATUM     | 14. April 1912                           |
| GEBURTSORT       | Kairo                                    |
| STERBEDATUM      | 2. Januar 1991                           |
| STERBEORT        | Paris                                    |